# Julija Wsewolodowna Lermontowa

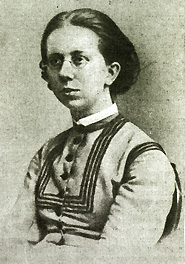
Julija Lermontowa

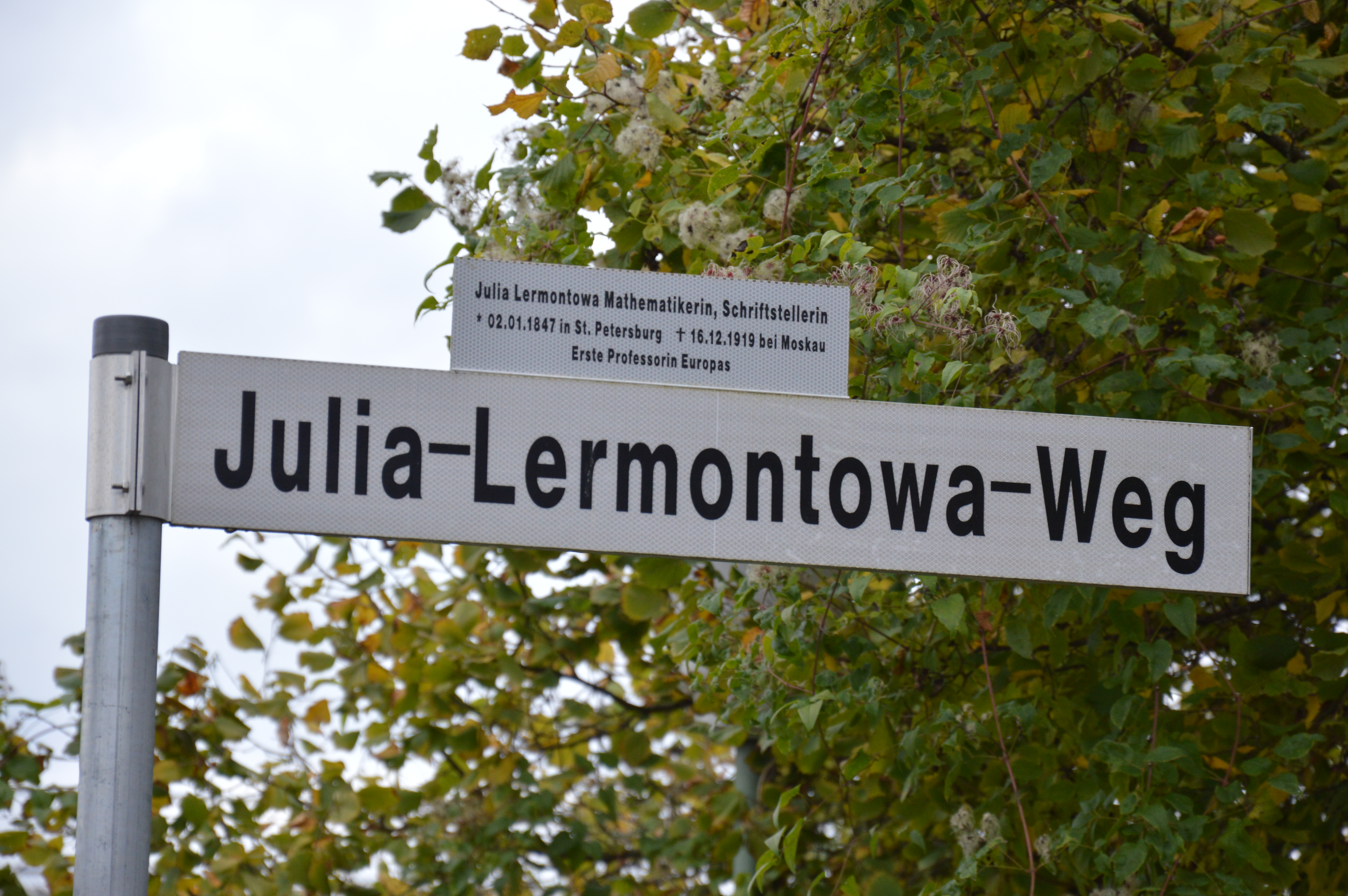
Straßenbenennung in Göttingen, als Mathematikerin und Schriftstellerin, 2014

Julija Wsewolodowna Lermontowa (russisch Юлия Всеволодовна Лермонтова, wiss. Transliteration Julija Vsevolodovna Lermontova; * 21. Dezember 1846jul. / 2. Januar 1847greg. in Sankt Petersburg; † 16. Dezember 1919 bei Moskau) war eine russische Chemikerin und die erste Frau, die in Chemie promoviert wurde.

## Leben
Lermontowa fertigte ihre Doktorarbeit „Zur Kenntnis der Methylenverbindungen“ in Berlin bei August Wilhelm von Hofmann an; die Promotion erfolgte 1874 in Göttingen bei Friedrich Wöhler, Hans Hübner und Johann Benedict Listing im Rigorosum und wurde mit magna cum laude bewertet.
Sie war mit der Mathematikerin Sofja Kowalewskaja gut befreundet und betreute des Öfteren deren Tochter. Zusammen mit Anna Wolkowa und Nadeschda Olimpijewna Siber-Schumowa wurde sie als eine von drei frühen Chemikerinnen des 19. Jahrhunderts gewürdigt.
2003 wurde Julija Lermontowa in Göttingen mit einer Gedenktafel am historischen chemischen Institut (Wöhler-Haus) geehrt.

## Werke
- Zur Kenntnis der Methylenverbindungen. In: Göttingen: DigiWunschbuch. 2007, Online